# Formula, Vol. 2
Formula, Vol. 2 è il secondo album in studio del cantautore statunitense Romeo Santos, pubblicato nel 2014.

## Tracce
1. Intro (featuring Kevin Hart) – 1:11
2. Inocente – 3:56
3. Necio (featuring Carlos Santana) – 4:24
4. Amigo – 3:51
5. Cancioncitas de amor – 3:57
6. Eres mía – 4:10
7. Odio (featuring Drake) – 3:44
8. Hilito – 3:54
9. Yo También (featuring Marc Anthony) – 5:06
10. Fui a Jamaica – 3:55
11. No Tiene la Culpa – 5:04
12. Animales (featuring Nicki Minaj) – 2:49
13. Propuesta indecente – 3:55
14. Obra Maestra – 4:05
15. 7 Dias – 4:13
16. Si Yo Muero (live) – 3:22
17. Outro – 2:20
18. Trust (featuring Tego Calderón) – 3:49
19. Gone Forever (Google Play Exclusive) – 3:13
20. Mami – 1:13